# Glenea leucosignatipennis
Glenea leucosignatipennis är en skalbaggsart som beskrevs av Stefan von Breuning 1961. Glenea leucosignatipennis ingår i släktet Glenea och familjen långhorningar. Inga underarter finns listade i Catalogue of Life.